# Université Herzing
L'université Herzing (en anglais : Herzing University) est une université américaine située à Milwaukee dans le Wisconsin.

## Présentation
Fondée en 1965 par Henry et Suzanne Herzing, l'université dispose en 2012 de onze campus aux États-Unis et de quatre au Canada.

## Source
- (en) Cet article est partiellement ou en totalité issu de l’article de Wikipédia en anglais intitulé « Herzing University » (voir la liste des auteurs).